# Cylindrachetidae
Die Cylindrachetidae sind eine Familie der Orthoptera, die zuerst (1832) in Nordaustralien (in der Gegend von Darwin) entdeckt wurde. Auf Grund von konvergenten Merkmalen hielt man sie zunächst für Maulwurfsgrillen, später auch (wegen ähnlicher Körperform) für Verwandte der Embiiden. Heute gelten sie als abgeleitete Caelifera Tridactyloidea, also mit den Feldheuschrecken verwandt und angepasst an unterirdische Lebensweise. In Australien sind die „sandgropers“ populär wie in Europa (früher) der Maikäfer, obwohl sie (wie dieser) als Schädlinge verschrien sind. ("Sandgropers" ist auch der Spitzname der Westaustralier.) Die Tiere sind bräunlich gefärbt; die größten erreichen 7 cm Länge.

## Bau
Der Körper ist sehr gestreckt und walzenförmig – diese Gestalt scheint für leichte, sandige Böden optimal, während sich die gedrungenere Gryllotalpa an schwerere (feuchte) Böden angepasst hat. Die Vorderbeine sind zum Graben gestaltet. Der Kopf ist zum Teil unter dem sehr gestreckten Pronotum verborgen. Die fadenförmigen Fühler sind 7- bis 11-gliedrig [also vergleichsweise kurz]. Die Augen sind klein und oval, die Ocellen sind reduziert. Die Tarsen der Vorderbeine sind ein- (oder zwei-) gliedrig, die der Mittelbeine ein- oder zweigliedrig, die der Hinterbeine eingliedrig wie auch die Cerci (nach der Diagnose von E. Giglio-Tos 1914). Die Hinterbeine sind gegenüber denen der meisten übrigen „Schrecken“ schwach. Beide Geschlechter sind völlig flügellos. [Man sprach deshalb von „larvalen“ Merkmalen dieser „neotenen“ Tiere.] Das weiche Abdomen ist zylindrisch; ein Ovipositor ist nicht entwickelt. Wie man in den Abbildungen sieht, ist das ganze Tier von einem Flor feiner Härchen umhüllt (dem Toment, wie bei der Maulwurfsgrille, freilich weniger dicht).

## Biologie

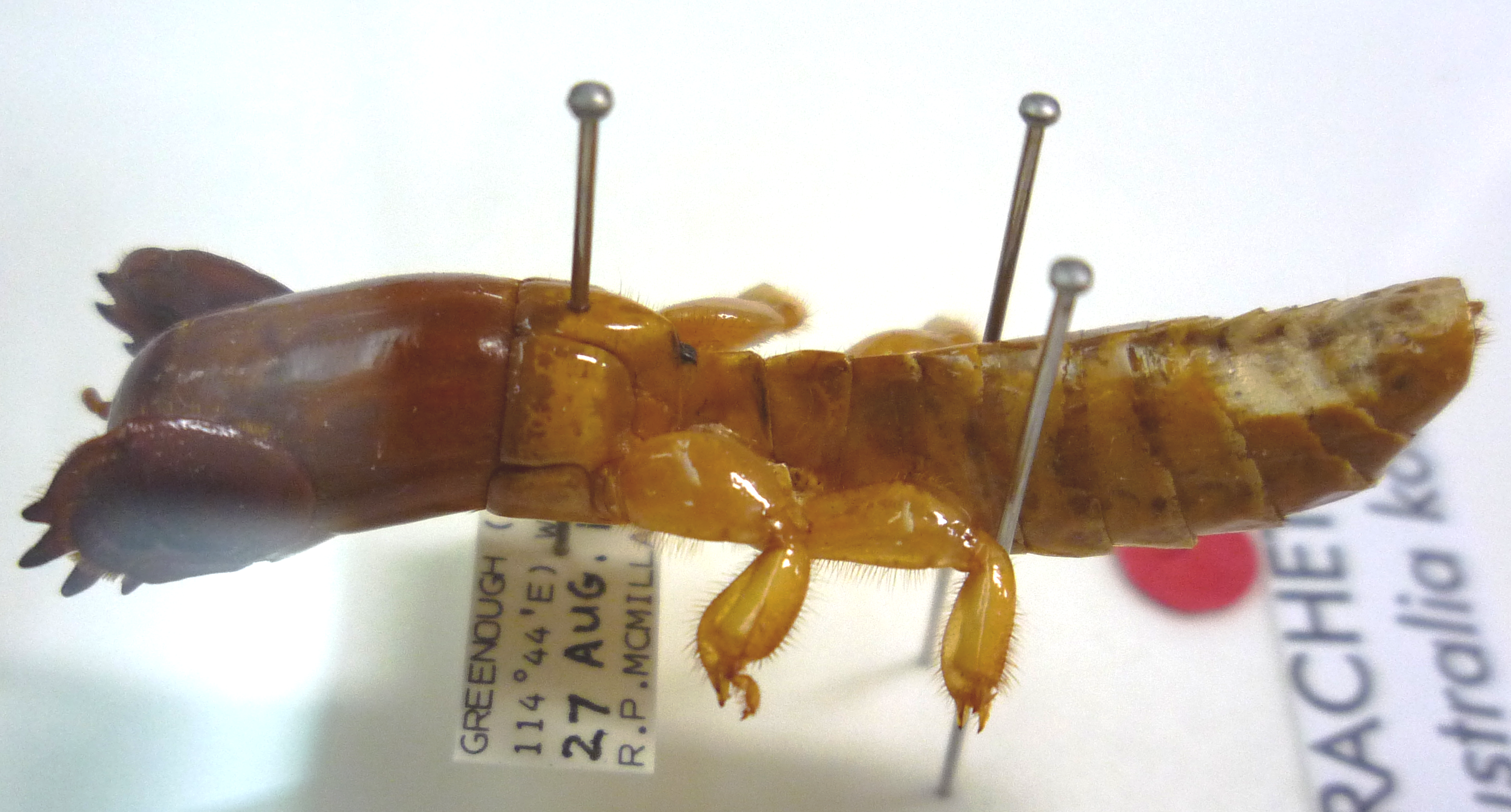
Dasselbe Ex. wie oben

Über die Biologie ist noch wenig bekannt. Sie stehen im Verdacht, Gras- und Getreidewurzeln abzufressen, wurden hier aber (z. T.?) wohl mit Drahtwürmern verwechselt; Günther fand im Darmkanal eher Reste von Insekten. Dasselbe Problem besteht ja bei Gryllotalpa, von der es auch in Ostaustralien eine Art (G. australis) gibt. Der Lautproduktion (Stridulation) dienen wahrscheinlich kleine Noppen an der Basis der Mandibeln, die gegen Leisten an den Maxillar-Palpen gerieben werden. Als Tympanum scheint eine zarte Cuticularmembran distal an der Tibia der Vorderbeine zu fungieren.

## Gattungen und Arten in der Fam. Cylindrachetidae
laut ITIS per 18. Oktober 2009
- Cylindracheta Kirby, 1906  (Synonym Cylindrodes Gray, 1832)
  - Cylindracheta campbelli (Gray, 1837), N-Australien

- Cylindraustralia Günther, 1992 (hauptsächlich Australien außer SE und Tasmanien, vorwiegend W-Austr.)
  - Cylindraustralia acuta Günther, 1992
  - Cylindraustralia arenivaga (Tindale, 1928)
  - Cylindraustralia centricola Günther, 1992
  - Cylindraustralia cookensis Günther, 1992
  - Cylindraustralia divisa Günther, 1992
  - Cylindraustralia granulata Günther, 1992
  - Cylindraustralia karumbensis Günther, 1992
  - Cylindraustralia kochii (Saussure, 1877) (Gegend um Perth; Neuguinea)
  - Cylindraustralia longaeva (Tindale, 1928)
  - Cylindraustralia parakochia Günther, 1992
  - Cylindraustralia parvitarsata Günther, 1992
  - Cylindraustralia setosa Günther, 1992
  - Cylindraustralia tindalei Günther, 1992 (Gegend um Perth)
  - Cylindraustralia ustulata (Neboiss, 1962)

- Cylindroryctes[4] Tindale, 1928
  - Cylindroryctes spegazzinii (Giglio-Tos, 1914) (Patagonien)

Infolge der Gondwana-Verbreitung müssen die „Sandtapper“ vor der Kreidezeit entstanden sein. Sie sind demnach älter als die Gryllotalpidae.